# Комундо

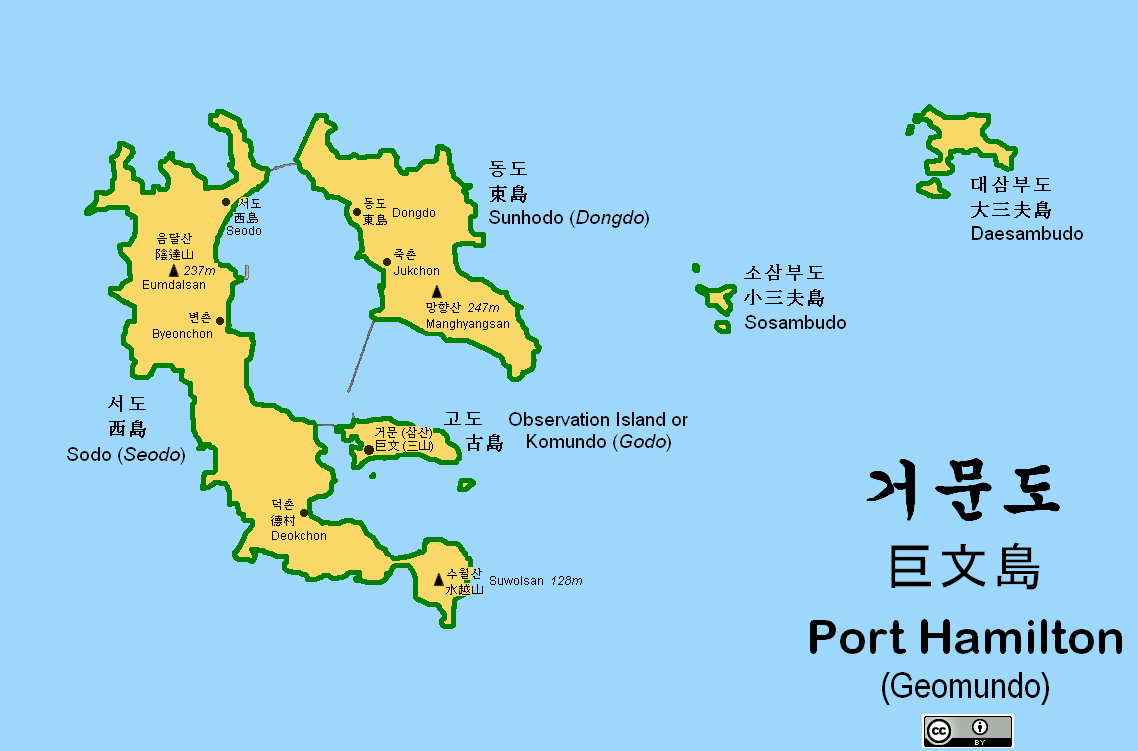
Порт Гамильтон

Комундо (хангыль: 거문도 [Geomun-у], Ханджа: 巨文島 или 巨門島), также Порт Гамильтон — небольшая группа островов в проливе Чеджу у южных берегов Корейского полуострова.
Площадь островов составляет 12 км². Есть три основных острова, Содо на западе (Сео-до, 서도, 西) и Сунходо на востоке (Дон-до, 동도, 東島), образующие гавань с меньшим островом в центре. На центральном острове с 1885 по 1887 год находилась британская военно-морская база.
Острова входят в состав Самсан-мен, город Йосу, провинция Чолла-Намдо. Острова также являются частью национального парка Дадохэхэсанг.

## История
Архипелаг был обследован в 1845 году британским морским офицером сэром Эдвардом Белчером и был назван в честь тогдашнего секретаря Адмиралтейства капитана У. А. Б. Гамильтона. Просторная гавань также была отмечена своим стратегическим значением российским вице-адмиралом Евфимом Путятиным, который несколько раз посещал острова и получил разрешение от местных жителей в 1857 году на создание угольного склада, хотя из-за задержек с доставкой угля от этого плана отказались. Порт Гамильтон упоминается во Фрегатe «Паллада» Ивана Александровича Гончарова.

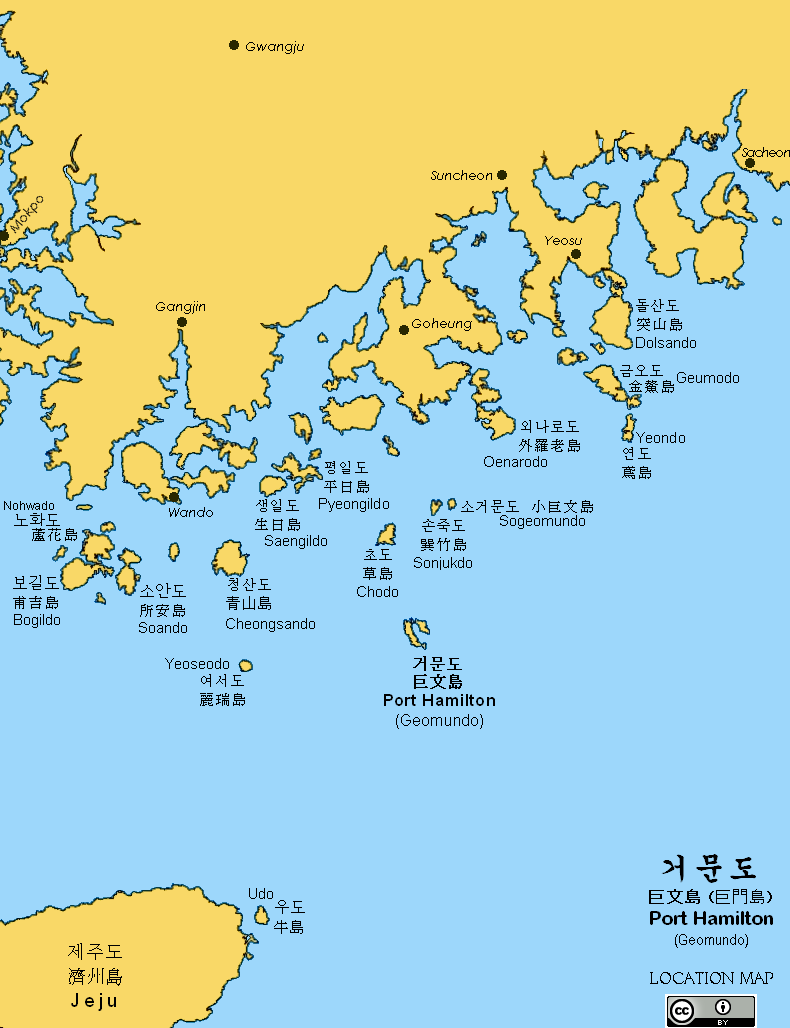
Расположение архипелага в проливе Чеджу

Министр военно-морского флота Соединенных Штатов в 1884 году настоятельно призвал к созданию военно-морской базы на этом архипелаге у южнокорейского побережья, но ничего не было сделано
В апреле 1885 года, архипелаг был занят тремя кораблями британского королевского флота по приказу Адмиралтейства в ходе так называемого инцидента в Порт-Гамильтоне.
Порт Гамильтон служил противовесом российской военно-морской базе во Владивостоке. Оккупировав порт Гамильтон, англичане могли предотвратить продвижение России в Восточной Азии и блокировать российскую военно-морскую активность в Корейском проливе. Англичане построили несколько зданий и оборонительных сооружений и завезли на острова фазанов.
После решительного протеста правительства России англичане разрушили базу и покинули ее 27 февраля 1887 года, хотя они продолжали часто посещать острова, в одном случае похоронив там молодого моряка. Эти визиты стали менее частыми после 1910 года, когда Японская империя аннексировала Корею.
До конца Второй мировой войны на архипелаге находилось японское кладбище. Когда японские претензии на острова были отвергнуты в Сан-Францисском договоре, японские могилы были удалены, но британское кладбище десяти британских солдат остается по сей день и стало туристической достопримечательностью.